# Czerwony Meczet w Beracie
Czerwony Meczet (alb. Xhamia e Kuqe) – ruiny zabytkowego meczetu znajdujące się na akropolu w Beracie, w południowej Albanii.
Został wybudowany w Starym Mieście na początku XV wieku po podboju twierdzy Berat przez Turków osmańskich. Służył miejscowemu garnizonowi, oraz kupcom zatrzymującym się w twierdzy. Po wybudowaniu w sąsiedztwie większego Białego Meczetu, jego rola systematycznie zmniejszała się i popadł w ruinę. Obecnie pozostały po nim zarysy fundamentów oraz większość minaretu, który zbudowany jest z białego wapienia i czerwonej cegły, skąd pochodzi nazwa świątyni. Na wschód znajduje się XVI w. Cerkiew św. Teodora.
W 1961 obiekt został wpisany na listę religijnych zabytków kulturowych Albanii (Objekte fetare me statusin Monument Kulture).